# 북부큰쥐여우원숭이

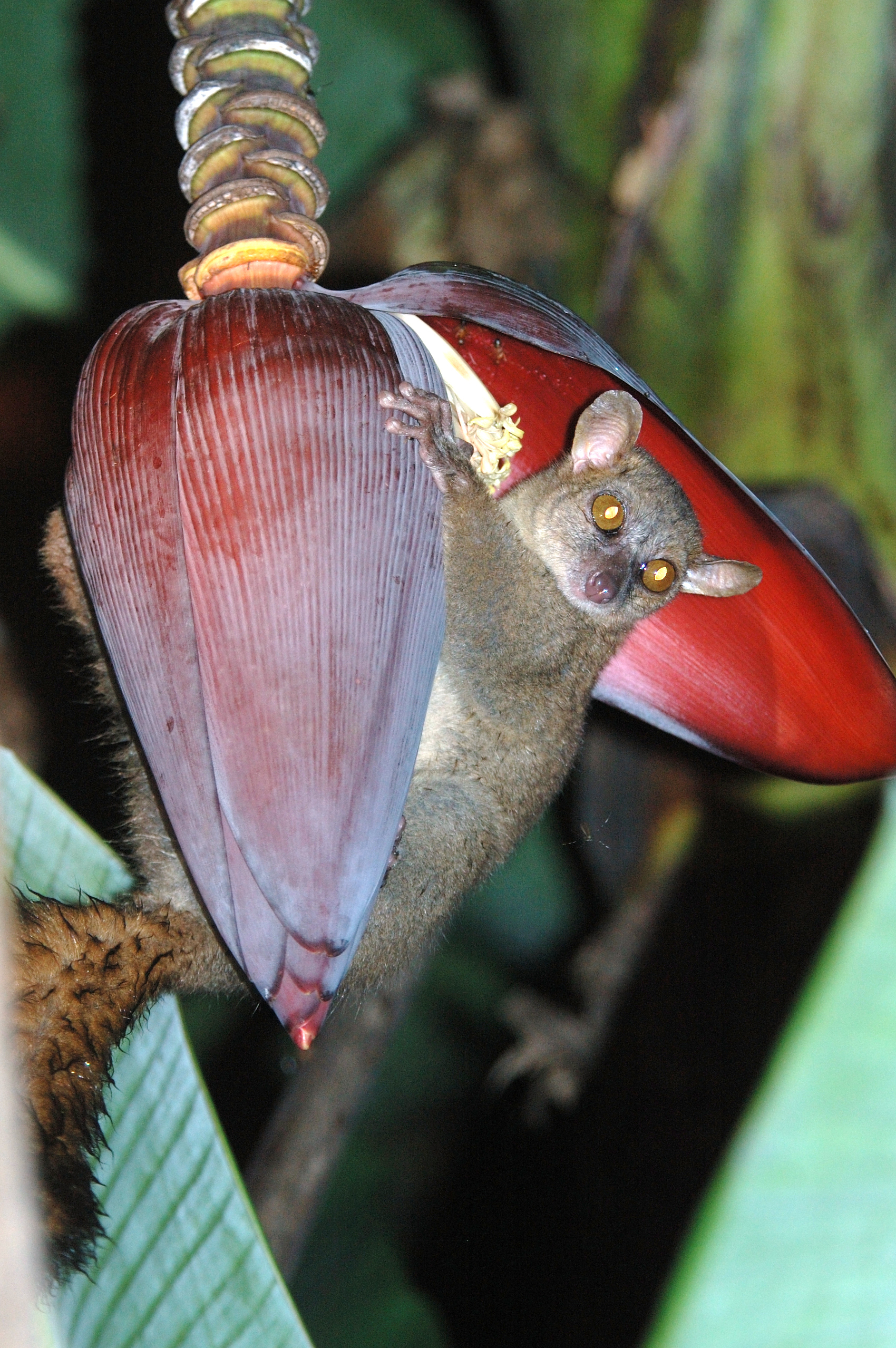

북부큰쥐여우원숭이 (Mirza zaza)는 난쟁이여우원숭이과에 속하는 영장류의 일종이다.